# Nils Fries
Nils Thorsten Elias Fries, född 17 juli 1912 i Uppsala, död 11 januari 1994 i Helga Trefaldighets församling i Uppsala, var en svensk professor i botanik, särskilt fysiologi och anatomi, vid Uppsala universitet. Han var son till akademiräntmästare Thoralf Fries och sonson till Thore M. Fries.
Nils Fries studerade svampars fortplantning. Han invaldes 1964 som ledamot i Kungl. Vetenskapsakademien och 1965 i Leopoldina. Fries är begravd på Uppsala gamla kyrkogård.